# 上古音
上古音（しょうこおん、又は、じょうこおん）とは、周代・漢代頃の上古中国語および漢字音の音韻体系をいう。字音を今音（現代音）と古音（古代音）に分け、古音を上古・中古・近古の3つに分けたものの1つである。

## 概要
上古音と中古音の境界がいつ頃になるのかについては諸説あるが、詩経の押韻に見られる音韻体系を基本としていることから詩経音系と呼ばれる。
資料となる文献が少なく、さまざまな類推法を用いて復元作業がなされている。基本となる資料は『詩経』を中心とした韻文の押韻字であり、また漢字の形声文字における音符も重要な手がかりである。その他、漢代の古典注釈学である訓詁学の書物において音に言及していることがあり、例えば「○読若●」（○は●のように読む）といった同音または近似音を表している。また「徳は得なり」といった声訓と呼ばれる近似音による字義注釈も参考になる。また出土文献と伝来文献の文字の異同を調べることも有益である。

## 韻母
上古音の本格的な研究は清代の考証学において始められた。顧炎武がまず上古韻部を10部とし、上古の韻母研究の足がかりを作った。その後、江永が13部、段玉裁が17部、章炳麟が22部、現代の王力が29部もしくは30部といった説を唱えている。

## 声母
上古音の声母の研究は押韻といった資料に頼ることができないため非常に困難が伴う。その研究も比較的遅く清の銭大昕によって始められた。

### 無軽唇音説
銭大昕は『十駕斎養新録』において軽唇音すなわちfといった音はなく重唇音pで発音されていたという説を唱えている。

### 無舌上音説
また銭大昕『十駕斎養新録』に「古え舌頭・舌上の分無く、知徹澄の三母は…これを古音に求むれば、則ち端透定と異なるなし」とあり、中古音の舌上音「知徹澄」は上古音の「端透定」から分化したものという説を唱えている。

### 娘日帰泥説
章炳麟は中古音の娘日2母が泥母であったし、これにより上古音の声母は32であったという説を唱えている。

### 有重子音説
カールグレンは『分析字典』（1925年）においてkl・glという二重子音があったという説を唱え、後の『漢文典』（grammata serica、1940年）ではさらに19種の重子音を想定している。王力などはこれを否定している。

## 声調
上古音の声調（四声）については様々な説がある。
- 四声一貫説（すなわち上古音では声調が定まっていなかったという説） - 顧炎武・江永
- 平入二声説 - 黄侃
- 平上入三声説 - 段玉裁
- 平上去三声説 - 孔広森
- 平上去入四声説（四声はあったが中古の四声とは異なっていたという説） - 王念孫

現代の王力は舒促二声説を唱え、音の高さよりも音の長さを重視して舒声長調が平声、舒声短調が上声、促声長調が去声、促声短調が入声になったと考えている。